# Remko de Waal
Remko de Waal (Leidschendam, 1989) is een Nederlands fotograaf, vooral actief in de fotojournalistiek voor persbureau ANP. 

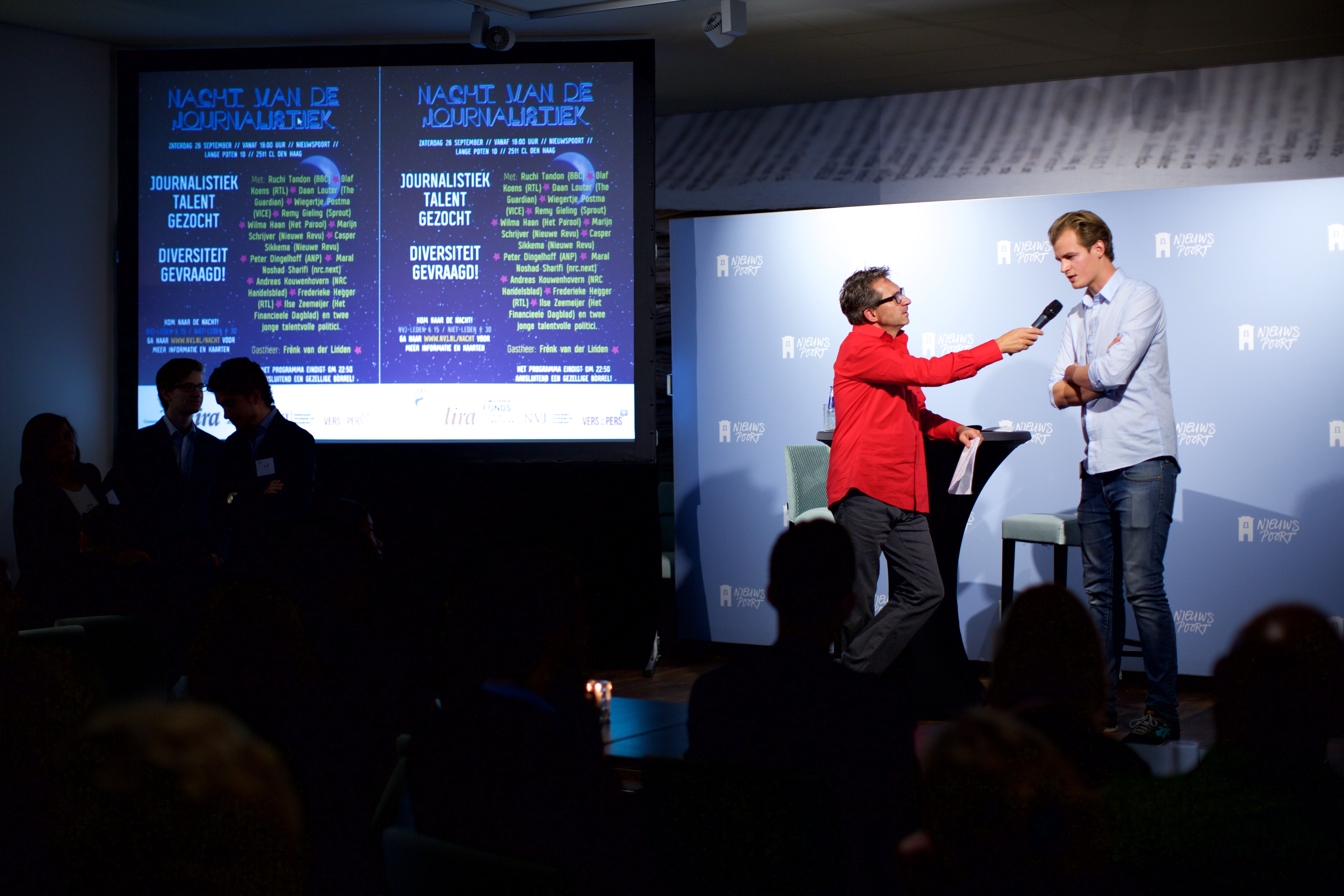
Frénk van der Linden en Remko de Waal bij de NVJ Nacht van de Journalistiek 2015

Hij won de Zilveren Camera in 2024 met een foto van atlete Sifan Hassan in actie op de marathon in Parijs tijdens de Olympische Spelen. Verder won De Waal de Nieuwsfoto van het Jaar 2024 met een foto van Nicolien van Vroonhoven van NSC die aankomt bij het Catshuis voor een crisisoverleg. 